# Can't We Just Sit Down (And Talk It Over)
«Can't We Just Sit Down (And Talk It Over)» es el primer sencillo del álbum I Remember Yesterday de Donna Summer. Famosa por sus trabajos en la música disco, esta canción difiere del resto al ser una balada. Fue lanzada como sencillo en mayo de 1977 con "I Feel Love" como lado B. A pesar de no tener mucho éxito, "I Feel Love" tuvo un impacto tan enorme que fue lanzada como sencillo aparte en julio del mismo año a nivel internacional. Igualmente alcanzó el #20 en la lista soul de Billboard, la mejor posición en esta lista desde "Love to Love You Baby".

## Sencillos
- CAN 7" sencillo (1977) Casablanca NB 884X[1]

1. «Can't We Just Sit Down (And Talk It Over)» - 3:56
2. «I Feel Love» - 5:53

- US 7" sencillo (1977) Casablanca NB 884[2]

1. «Can't We Just Sit Down (And Talk It Over)» - 3:56
2. «I Feel Love» - 5:53

- AUS 7" sencillo (1977) Casablanca NB 884[3]

1. «Can't We Just Sit Down (And Talk It Over)» - 3:56
2. «I Feel Love» - 5:53

- FRA 7" sencillo (1977) Atlantic 10.958[4]

1. «Can't We Just Sit Down (And Talk It Over)» - 3:56
2. «I Feel Love» - 5:53

## Posicionamiento
| Lista/País (1976)          | Posición más alta |
| -------------------------- | ----------------- |
| Billboard Hot Soul Singles | 20                |
| Billboard Hot 100          | 104               |